# Мінц Марк Якович
Ма́рк Я́кович Мі́нц — доктор фізико-математичних наук, професор, винахідник.
Серед робіт: «Цифрова обробка сигналів у вимірювальній техніці», 1985, співавтори А. А. Горлач, В. М. Чинков.

### Серед зареєстрованих патентів
- «Спосіб вимірювання частоти синусоїдальних сигналів», співавтори — Немишлов Юрій Миколайович, Чинков Віктор Миколайович
- «Спосіб управління симетризатором трифазної чотирипроводової мережі», співавтор Чинков Віктор Миколайович
- «Спосіб визначення характеристик гармонічного сигналу», співавтор Чинков Віктор Миколайович
- «Пристрій для вимірювання характеристик синусоїдального сигналу», співавтори Бернадський Віктор Андрійович, Кальянов Григорій Костянтинович, Савицький Олександр Леонідович, Чинков Віктор Миколайович
- «Пристрій для попередньої фільтрації вхідних сигналів вузькополосних цифрових фільтрів», співавтори Воронкін Анатолій Михайлович, Кальянов Григорій Костянтинович, Чинков Віктор Миколайович